# يوهان فيلهلم سنلمان

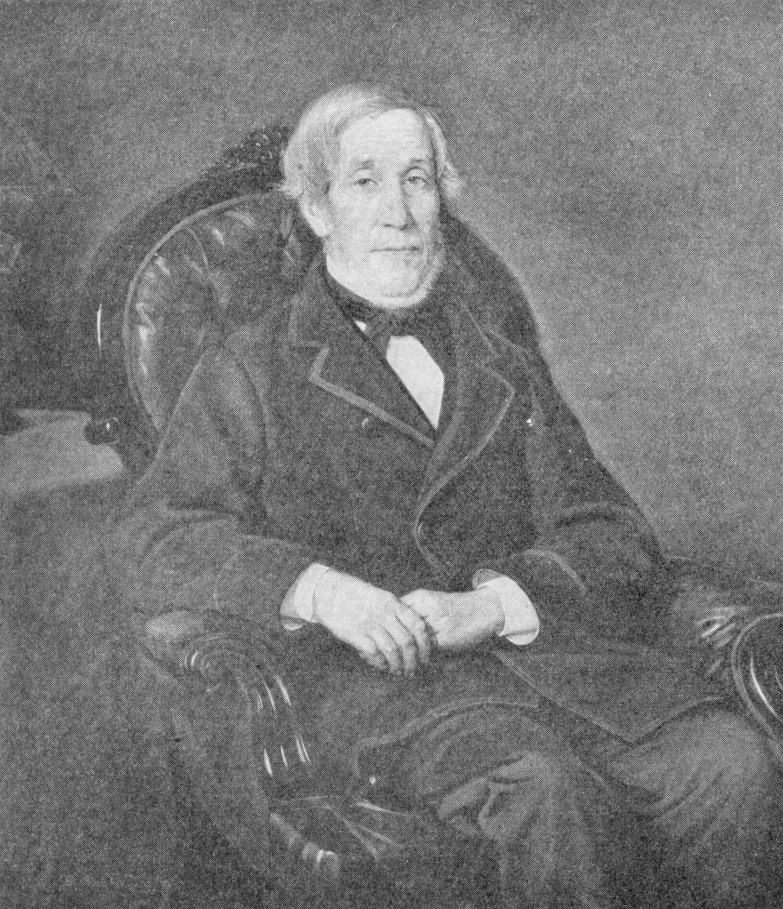
يوهان فيلهلم سنلمان.

يوهان فيلهلم سنلمان (Johan Vilhelm Snellman؛ ستوكهولم، 12 مايو 1806 - 4 يوليو 1881) فيلسوف فنوماني ورجل دولة فنلندي مؤثر ، سـُمي نبيلاً في عام 1866.
ابن هنريك كريستيان سنلمان وهو قبطان السفينة. بعد الاستيلاء الروسي على فنلندا وتأسيس دوقية فنلندا الكبرى الواعدة شبه ذاتية حكم، انتقلت عائلته إلى حناك سنة 1813 ، وتحديداً إلى بلدة كوكولا الساحلية في بوهيانما ، حيث توفيت والدته ماريا ماغدالينا سنلمان بعد سنة واحدة فقط.
في 1835 ، بعد عمل الأكاديمي على خطى هيغل ، عـُين سنلمان محاضراً في جامعة هلسنكي ، حيث انتمى إلى الدائرة الشهيرة سنيوس ولونروت ، ورونيبيرغ تضم ألمع من جيلهم. سرعان ما أصبحت محاضرات مسنلمان شعبية بين الطلاب ، ولكن في نوفمبر 1838 كان أشار المحاضر مؤقتا بعد دعوى القضائية التي تهدف في نهاية المطاف إلى إقامة سيطرة الحكومة الراسخ على الأفكار الجديدة والمعارضة بين الأكاديميين.

## روابط خارجية
- يوهان فيلهلم سنلمان على موقع الموسوعة البريطانية (الإنجليزية)
- يوهان فيلهلم سنلمان على موقع ميوزك برينز (الإنجليزية)